# Putauhina Island
Putauhina Island ist eine Insel vor Stewart Island in der Region Southland im Süden der Südinsel von Neuseeland.

## Geographie
Putauhina Island befindet sich westlich der Südwestspitze von Stewart Island und ist zweitgrößte Insel einer der fünf Inselgruppen der Titi/Muttonbird Islands, die im Südwesten von Stewart Island liegt. Die Insel besitzt eine Größe von rund 143,4 Hektar bei einer Ausdehnung von rund 1,88 km in Ost-West-Richtung und einer maximalen Breite von rund 1,37 km in Nord-Süd-Richtung. Putauhina Island findet mit 99 m ihre höchste Erhebung nördlich der Mitte der Insel.
Die Insel, die in unmittelbarer Nachbarschaft von Putauhina Island liegen, sind die Putauhina Nuggets, die sich beginnend von 30 m südwestlich, über rund 2,8 km in gleicher Richtung aneinanderreihen und aus rund 15 unterschiedlich großen aber kleineren Insel besteht.
Die größte Insel der Gruppe, Taukihepa/Big South Cape Island, ist in rund 1,36 km südöstlich zu finden, und Rerewhakaupoko Island, Pukuparara Island sowie Kaimohu Island von Ost nach Ostnordost in Entfernungen von rund 2,35 km, 3,3 km und 4,0 km. In Westsüdwestlicher Richtung hingegen schließen sich in einer Entfernung von rund 3,0 km und 3,47 km die Nachbarinseln Tamaitemioka Island und Pohowaitai Island an.
Putauhina Island ist fast gänzlich bewaldet oder mit Buschwerk bewachsen.